# ラトブ
LATOV（ラトブ、ラトヴ、ラトーブ、ラトーヴ）とは、福島県いわき市平字田町120にある複合商業施設。いわき駅前再開発ビルと呼ばれることもある。

## 歴史
2007年（平成19年）10月25日にオープンした。
2011年（平成23年）3月11日には東日本大震災が発生し、6階のいわき産業創造館会議室の照明器具が落下、高齢者向けセミナーの参加者1人が死亡した。
いわき市出身の=LOVEメンバーである諸橋沙夏は、2012年（平成24年）から2014年（平成26年）までラトブのイメージガールを務めていた。

## 名称
ラトブという名称は、「いわき」の頭文字「i」を「愛」と考え、愛は英語でラブ。 「ラとブ」で構成された単語。そして「ラ」は漢字で「等」。 複数の人＝市民を表し、「ブ」は「奉」。奉仕の気持ちを表す。 「ラトブ」は多くの市民に仕え、愛される施設となることを願って名づけられた。また、「ラトブ」はラテン語で真珠という意味もあるとされている。日本全国から公募し、1953点の中から選ばれた。

## 特色
いわき駅前地区第一種市街地再開発事業として建設された、地上8階、地下2階建ての複合ビル。商業施設、公共施設、オフィス、駐車場で構成される。
地上1階-3階は商業施設、4階はいわき総合図書館、いわき駅前市民サービスセンター、6階はいわき産業創造館、いわき商工会議所、7階-8階はオフィス、地下1階-2階と1階に400台の駐車場で構成されている。また、いわき駅と2階部分がペデストリアンデッキで接続されている。

## 館内概要
1階 デイリーフロア
- 鮮魚・精肉・青果・酒・くすり・いわき横丁
  - デリシャスパーク
  - お菓子のみよし
  - 寿司おのざき
  - ドラッグM＆A
  - フローリスト花磯
  - せんだいや履物商店
  - フローリスト花磯

2階 ファションフロア
- ファッション・ファッション雑貨・ギフトサロン・カフェ・眼科
  - 三越いわき - キーテナント
  - ハニーズ
  - 珈琲館
  - スーツセレクト
  - カーテンハウストビタ
  - 着物のふく屋
  - MINiPLA
  - モジュレーション
  - ジュエリー ベース
  - 山田友愛クリニック
  - リラクゼーションルーム スペースデイ

3階 カルチャー・サービスフロア
- ファッション小物・ファッション雑貨・カルチャー・レストラン・書籍・携帯電話
  - イーオン
  - ドコモショップ
  - ヤマニ書房
  - いわきFC広場 - いわきFCの試合を大型モニターで観戦できる特設会場
  - キャンドゥ
  - 湘南美容クリニック
  - 大平眼鏡店
  - エースコンタクト
  - ミュゼプラチナム
  - すし田村
  - 食楽 なごみ家
  - La Pa Pa
  - 十割そば会

4階
- いわき総合図書館
  - ポピュラーライブラリー（生活・文学）
  - 児童ライブラリー
- いわき駅前市民サービスセンター
  - 住民票、戸籍証明書、印鑑登録証明書などの受付及び発行業務を行う。火曜日から土曜日は10時から19時まで、日曜日は10時から18時まで開所している。

5階 いわき総合図書館
- いわき資料ライブラリー
- レファレンスライブラリー（歴史・科学）

6階
- いわき産業創造館
  - 企画展示ホール
  - セミナー室
  - 会議室
  - IT研修室
  - インキュベートルーム（起業家支援施設）など
- いわき商工会議所
- アクサ生命保険

7階-8階 オフィス、学校
- 翔洋学園高等学校
- 東邦銀行 いわきコンサルティングプラザ
- 朝日新聞 いわき支局
- 浜通り法律事務所
- 損害保険ジャパン
- 大樹生命保険
- 大和ハウス工業
- 守谷商会
- ニチイ学館
- 帝人ヘルスケア